# Corydalis sempervirens
Corydalis sempervirens es una especie de la subfamilia Fumarioideae, familia Papaveraceae nativa de Norteamérica.

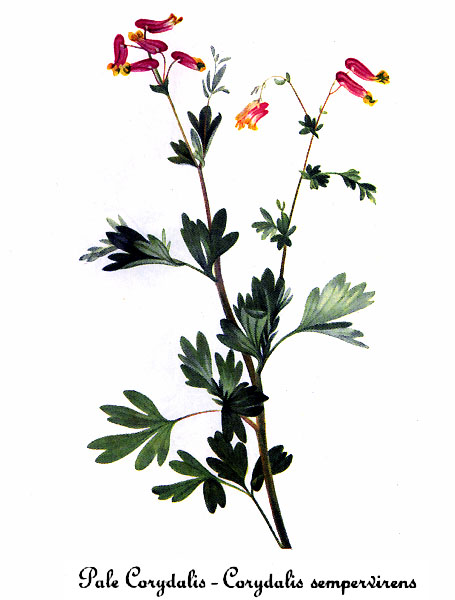
Ilustración

## Descripción
Es una planta herbácea bienal con raíz suculenta. Los tallos son erectos y alcanzan los 50-80 cm de altura. Las hojas son compuestas con 3-4 alas y lóbulos, los últimos elípticos. Las inflorescencias son terminales en racimos o panículas. Las flores tiene los pétalos color rosado y amarillento.

## Taxonomía
Corydalis sempervirens  fue descrita por(L.) Pers. y publicado en Synopsis Plantarum 2: 269. 1807.
Etimología
Ver: Corydalis
sempervirens: epíteto latino que significa "perenne".
Sinonimia
- Fumaria sempervirens L.[3]
- Neckeria sempervirens Neck.
- Fumaria glauca Curt.
- Capnoides glauca Moench
- Capnoides sempervirens Borkh. Roem.
- Corydalis glauca Pursh
- Corydalis rosea Eaton
- Corydalis annua Hoffmanns. ex Steud.
- Neckeria glauca Millsp.